# Erdhörnchen
Die Erdhörnchen (Xerinae) sind eine Unterfamilie der Hörnchen (Sciuridae), zu der unter anderem Murmeltiere und Ziesel zählen. Sie enthält etwa 130 Arten, die auf mehr als 20 Gattungen aufgeteilt werden. Trotz der Bezeichnung leben nicht alle Erdhörnchen am Boden, gerade innerhalb der in Afrika lebenden Tribus Protoxerini gibt es eine Reihe von Arten, die zum Teil Baumbewohner sind.

## Verbreitung
Die Erdhörnchen sind vor allem in der Holarktis, sowohl in Eurasien wie auch in Nordamerika, sowie in Afrika verbreitet. Dabei sind die Arten der Tribus Protoxerini ausschließlich in Afrika anzutreffen, während die Arten der Xerini und Marmotini sowohl in Afrika wie in Eurasien und Nordamerika leben.

## Tarnung
Erdhörnchen sind bekannt für ihre relativ hochentwickelte Sprache. Diese dient vorrangig dem gegenseitigen Warnen vor Gefahren wie Beutegreifern. Einige amerikanische Erdhörnchen schützen sich außerdem mit Schlangenduft vor Angriffen durch Klapperschlangen: Sie nagen an den Häuten, die von Schlangen bei der Häutung abgestoßen wurden, lecken sich anschließend das Fell und können so den eigenen Duft überdecken. Das bewahrt vor allem Jungtiere und Weibchen, die dieses Verhalten am ausgiebigsten praktizieren, vor nächtlichen Angriffen im Bau.

## Systematik
Die Zusammengehörigkeit dieser Unterfamilie wurde erst vor kurzem erkannt, die folgende Systematik stammt von Michael Carleton und G. Musser (2005), die anhand morphologischer und molekulargenetischer Untersuchungen die Einteilung neu definiert haben:
- Unterfamilie Erdhörnchen (Xerinae)
  - Tribus Borstenhörnchen (Xerini)
    - Atlashörnchen (Atlantoxerus)
    - Afrikanische Borstenhörnchen (Xerus)
    - Zieselmäuse (Spermophilopsis)

  - Tribus Protoxerini
    - Afrikanische Palmenhörnchen (Epixerus)
    - Rotschenkelhörnchen (Funisciurus)
    - Sonnenhörnchen (Heliosciurus)
    - Afrikanische Zwerghörnchen (Myosciurus)
    - Afrikanische Buschhörnchen (Paraxerus)
    - Ölpalmenhörnchen (Protoxerus)

  - Tribus Echte Erdhörnchen (Marmotini)[2]
    - Antilopenziesel (Ammospermophilus)
    - Callospermophilus
    - Präriehunde (Cynomys)
    - Ictidomys
    - Murmeltiere (Marmota)
    - Notocitellus
    - Otospermophilus
    - Poliocitellus
    - Chinesische Rothörnchen (Sciurotamias)
    - Ziesel (Spermophilus)
    - Streifenhörnchen (Tamias)
    - Urocitellus
    - Xerospermophilus

Unter dem Namen Tamiini werden die Chinesischen Rothörnchen und die Streifenhörnchen von einigen Autoren auch als eigene Tribus angesehen: